# فاكوندو سافا
فاكوندو سافا (بالإسبانية: Facundo Sava)‏ (7 مارس 1974 في الأرجنتين - ) هو مدرب كرة قدم ولاعب كرة قدم أرجنتيني في مركز الهجوم. لعب مع أرسنال ساراندي وبوكا جونيورز وجيمناسيا لابلاتا وسلتا فيغو وفيرو كاريل أويستي وكيلمس ونادي راسينغ ونادي فولهام وLorca Deportiva CF ‏.

## روابط خارجية
- فاكوندو سافا على موقع إي إس بي إن إف سي (الإنجليزية)
- فاكوندو سافا على موقع قاعدة بيانات كرة القدم.إي يو (الإنجليزية)
- فاكوندو سافا على موقع عالم كرة القدم.نت (الإنجليزية)